# Трититанат натрия
Трититанат натрия — неорганическое соединение,
соль натрия и титановой кислоты
с формулой Na2Ti3O7,
бесцветные кристаллы,
не растворяется в воде.

## Получение
- Сплавление стехиометрических количеств диоксида титана и едкого натра:

{\displaystyle {\mathsf {2NaOH+3TiO_{2}\ {\xrightarrow {T}}\ Na_{2}Ti_{3}O_{7}+H_{2}O}}}

## Физические свойства
Трититанат натрия образует бесцветные кристаллы
моноклинной сингонии,
пространственная группа P 21/m,
параметры ячейки a = 0,8571 нм, b = 0,3804 нм, c = 0,9135 нм, β = 101,57°, Z = 2
.
Не растворяется в воде.